# Religión en las Islas Malvinas

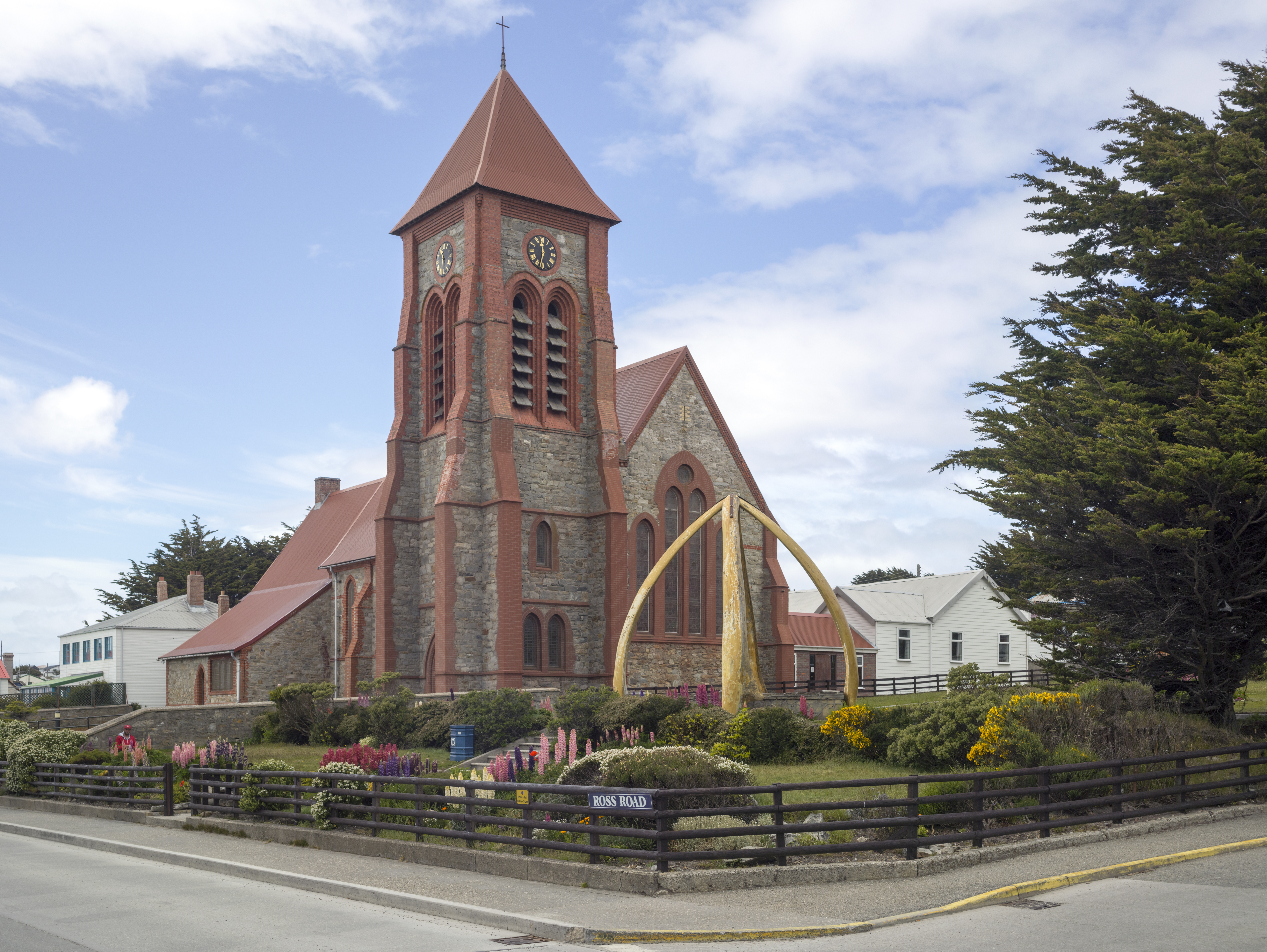
Catedral de la Iglesia de Cristo en Puerto Argentino/Stanley.

La religión en las Islas Malvinas es predominantemente cristiana. Sus denominaciones principales son la Iglesia de Inglaterra, la Iglesia católica, la Iglesia Libre Unida, la Iglesia Luterana, los  Testigos de Jehová y los Adventistas del Séptimo Día, entre otras. En el censo de 2006, el 67,2% de los isleños se identificaron como cristianos, seguidos por aquellos que se negaron a responder o no tenían afiliación religiosa 31,5%. El 1,3% restante (39 personas) eran seguidores de otras religiones.

## Anglicana
La Parroquia Anglicana de las Islas Malvinas es una iglesia extraprovincial de la Comunión anglicana. El principal lugar de culto anglicano en las Islas Malvinas es la Catedral de la Iglesia de Cristo en Stanley. El arzobispo de Canterbury actúa como obispo de las Islas Malvinas ex officio.

## Iglesia Católica Romana

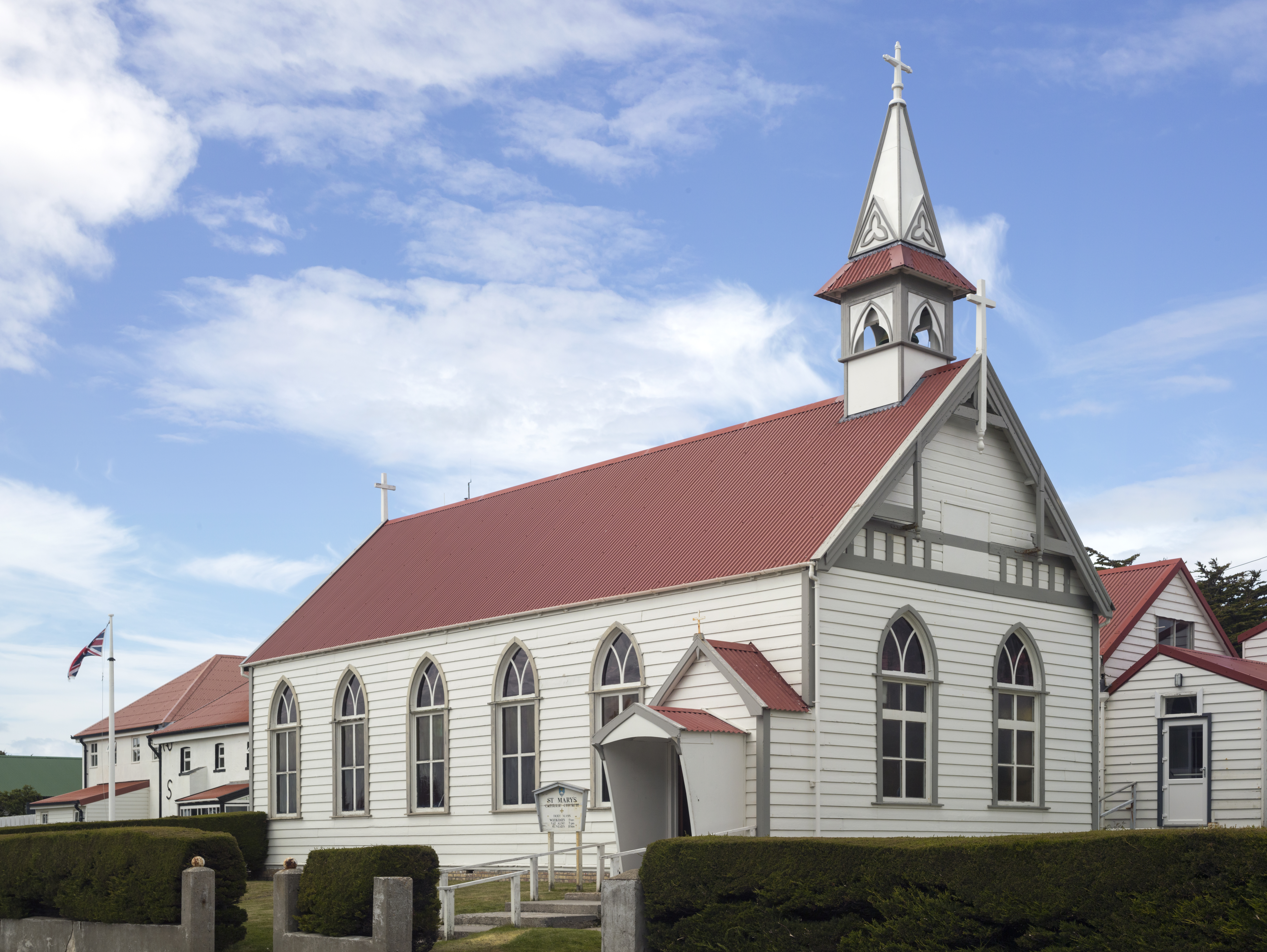
Iglesia católica de Santa María en Puerto Argentino/Stanley.

Hay más de 230 católicos romanos en las Islas Malvinas, aproximadamente el 10% de la población total. En las islas no existen diócesis, sino que forman una prefectura apostólica que fue erigida en enero de 1952. La Iglesia de Santa María en Ross Road es la única iglesia católica en las islas. Fuera de Puerto Argentino/Stanley, se celebran misas católicas en la RAF Mount Pleasant. En el último tiempo mas feligreses se han sumado, debido a la llegada de ciudadanos filipinos a las islas. 

## Presbiteriano

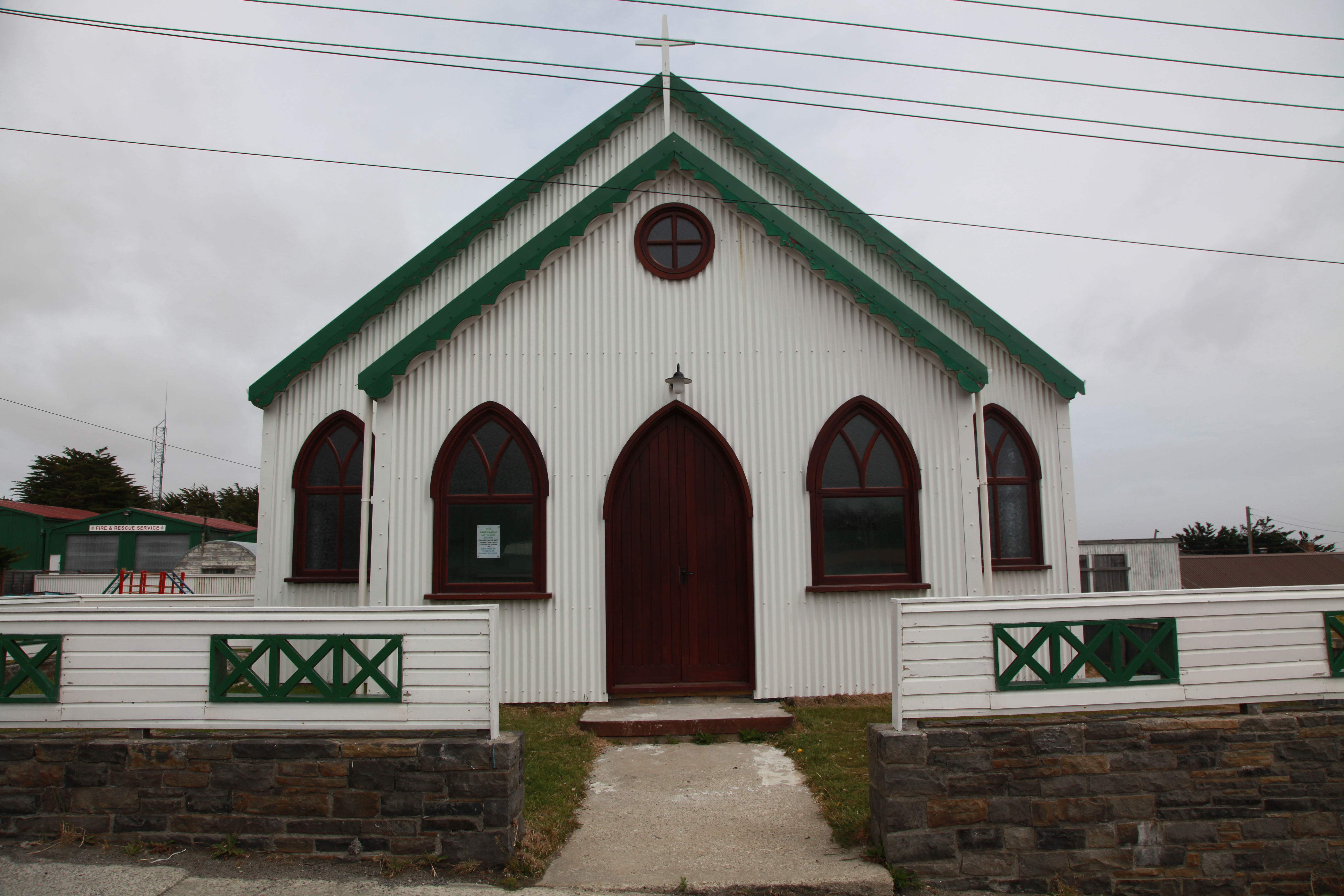
El Tabernáculo de la Iglesia Libre Unida en Puerto Argentino/Stanley.

Antes de la Disrupción de 1843, la religión dominante era la Iglesia de Escocia. A partir de esa fecha se la llamó Iglesia libre de Escocia, ya que la mayoría de los isleños se adhirieron a esta visión más conservadora de la religión. A partir de 1900, ésta, como la mayoría de las congregaciones de la Iglesia Libre de Escocia, se convirtió en la Iglesia Libre Unida de Escocia, llamada en la isla simplemente Iglesia Libre Unida. De 1871 a 1883, su ministro fue el reverendo Anthony Yeoman (1821-1889). 
La Iglesia Libre Unida en las Islas Malvinas tiene cinco congregaciones con 120 miembros activos. El Tabernáculo, una de las cinco congregaciones, se encuentra en Puerto Argentino/Stanley y fue establecida en 1899. Desde 1934 a 1965, el reverendo Forrest McWhan (1913-1965), originalmente misionero de la Iglesia de Escocia, fue el ministro del Tabernáculo. 

## Bautista
Charles Spurgeon, del Tabernáculo Metropolitano de Londres, envió materiales para la construcción de una iglesia. La iglesia actualmente está ubicada en Puerto Argentino/Stanley y es conocida como la Iglesia Libre del Tabernáculo.

## Testigos de Jehová

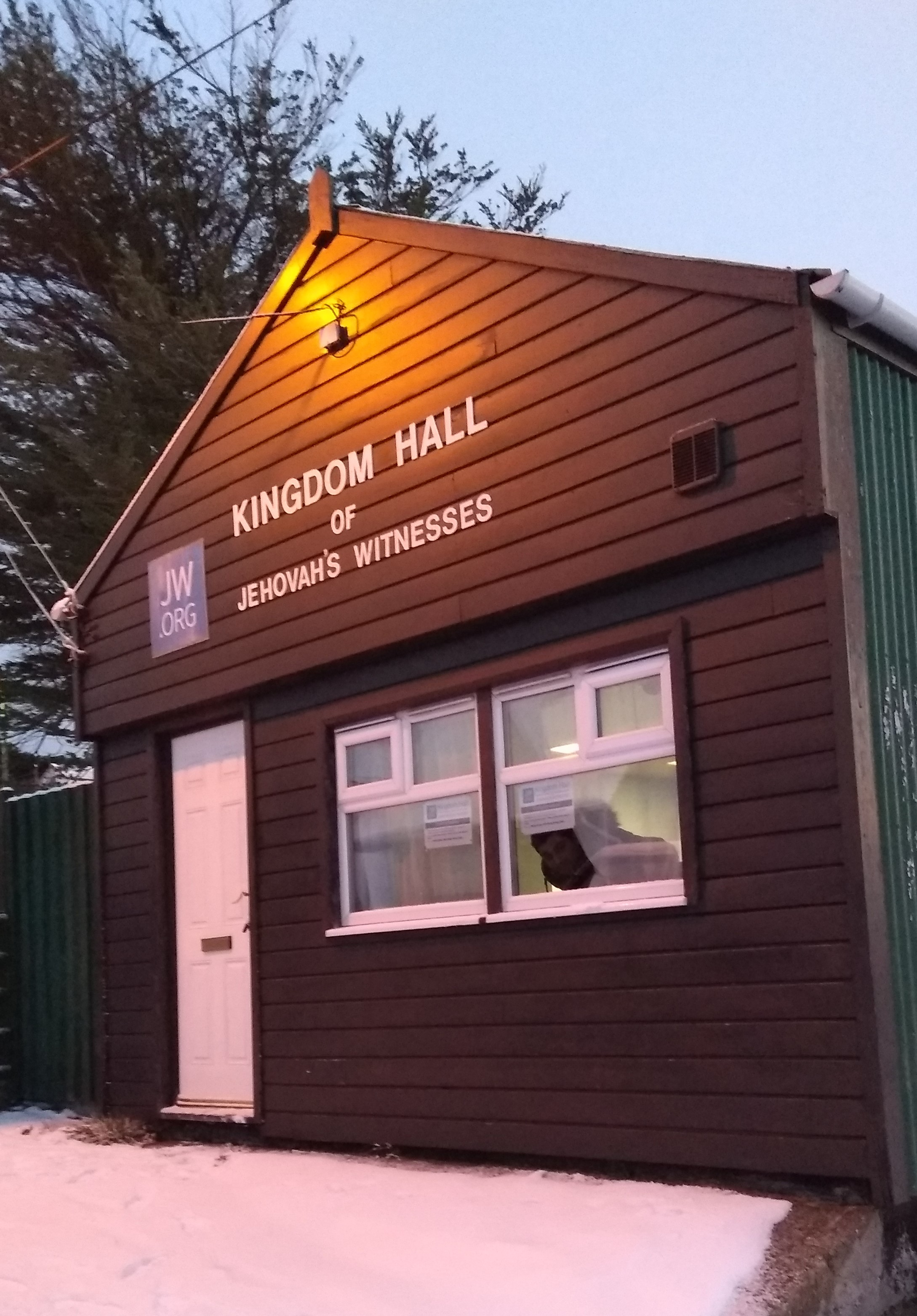
Kingdom Hall.

Hay un Salón del Reino de los Testigos de Jehová en Puerto Argentino/Stanley, que está ubicado en la calle Dean. El grupo está activo desde finales de la década de 1950. Se caracterizan por su intensa predicación de casa en casa y en las calles. En la última década el número de miembros ha fluctuado entre 16 y 7.

## Otros grupos
Al 31 de diciembre de 2011, La Iglesia de Jesucristo de los Santos de los Últimos Días informó tener diez miembros en las Islas Malvinas. 
En menor número se encuentran los Adventistas del Séptimo Día, alrededor de 8 miembros según datos de la propia Iglesia, y también se encuentran los Ortodoxos Griegos, estos últimos debido a los pescadores griegos que pasaban por allí. Según el Informe de Servicio Mundial de los Testigos de Jehová, en 2025 hay 7 miembros de la denominación en la isla y se reúnen en una congregación.
Un pequeño número de seguidores de la fe Baháʼí viven en las islas y tienen la política de tratar de establecerse en lugares remotos.
En 2006, había una sola persona de fe judía residiendo en las Islas Malvinas.